# Bartholomäus Aich
Bartholomäus Aich war ein deutscher Organist und Komponist des 17. Jahrhunderts. Über sein Leben ist nur wenig bekannt: Er stammte aus Uttenweiler bei Biberach an der Riß und war Organist des Lindauer Damenstifts.

## Leben und Wirken
Zur Hochzeit des Grafen Maximilian Willibald von Waldburg-Wolfegg mit Clara Isabella Prinzessin von Arschot und Arenberg am 6. Dezember 1648 in Lindau komponierte er das musikalisch-dramatische Festspiel Armamentarium comicum amoris et honoris auf einen Text, dessen Autorschaft bislang ungeklärt ist. Das Stück wurde im Rahmen der Hochzeitsfeierlichkeiten am 8. Dezember 1648 von der Lindauer Jesuitenschule uraufgeführt. Das lateinische Festspiel verband die Tradition des Jesuitendramas mit der Monodie der italienischen Musik des Frühbarock und gehört zu den frühesten überlieferten Opern bzw. Oratorien italienischen Stils in Deutschland. Durch den ganz auf den Anlass zugeschnittenen Inhalt, eine mit biblischen Inhalten durchsetzte allegorisch-heraldische Darstellung der Zusammenführung der beiden Familienwappen der Brautleute in einem Allianzwappen, fand das Werk aber keine weitere Verwendung und wurde somit nicht über die Erstaufführung hinaus bekannt. 

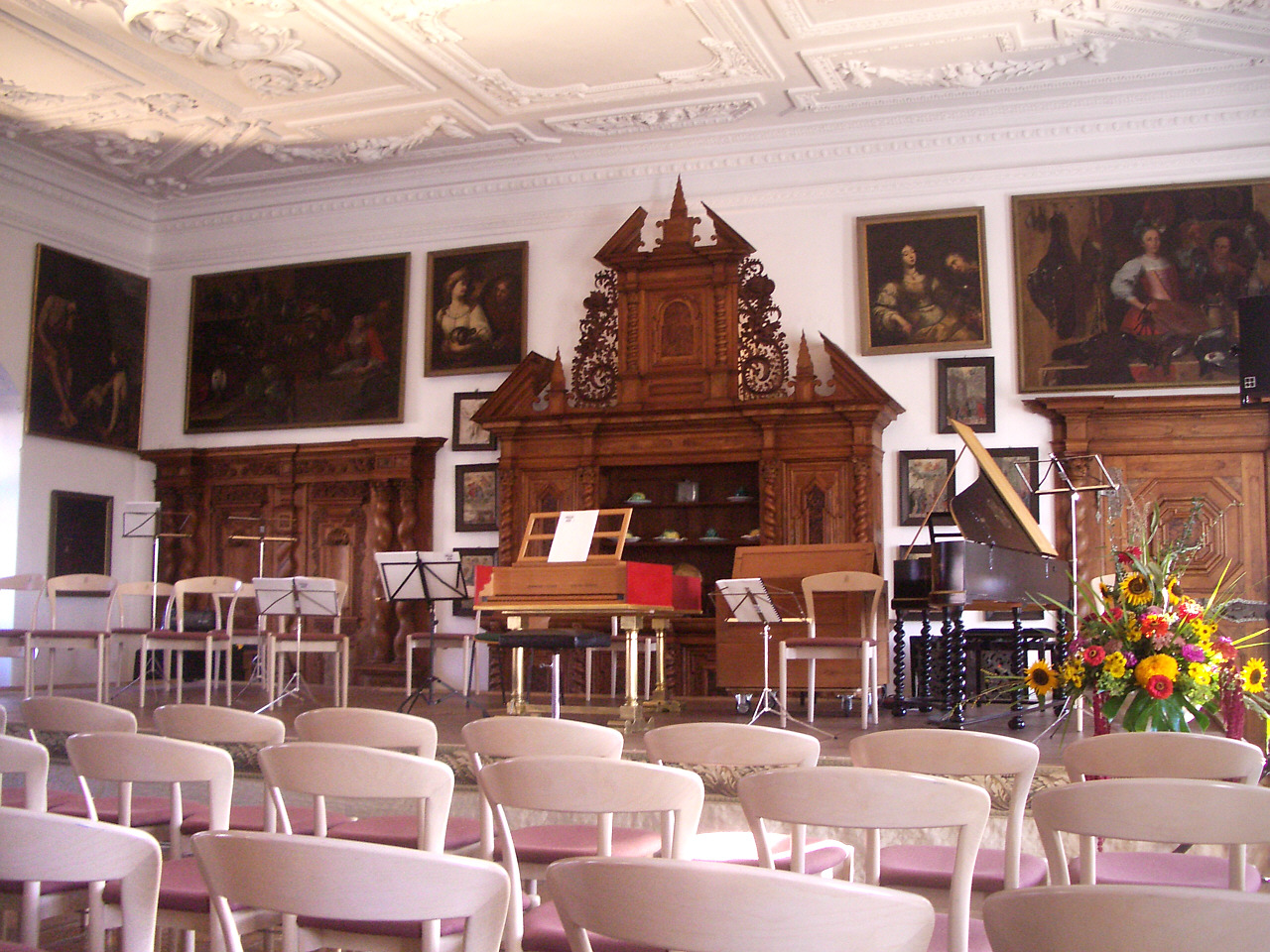
Bankettsaal von Schloss Wolfegg bei der Wiederaufführung des Festspiels im September 2005

Als einziges überliefertes Werk Aichs wird das Festspiel in den Musikalienbeständen der Fürstlichen Sammlungen von Waldburg-Wolfegg aufbewahrt. Am 11. September 2005 wurde es im Rahmen der Ludwigsburger Schlossfestspiele im Bankettsaal von Schloss Wolfegg durch das Hassler-Consort unter Leitung von Franz Raml erstmals wiederaufgeführt.